# Setge de Mora
El Setge de Mora o Setge de Moraberg, va tenir lloc entre el 26 d'agost de 1914 fins al 18 de febrer de 1916, en la muntanya de Mora, al nord de Kamerun, durant la campanya de Kamerun de la Primera Guerra Mundial.
Després d'un any i mig de setge, les forces alemanyes de la muntanya es van rendir. Moltes d'aquestes tropes alemanyes van poder fugir a la colònia neutral espanyola de Mbini.

## Antecedents
A principis d'agost 1914, la Primera Guerra Mundial va esclatar a Europa, i els aliats van començar la tasca de conquerir les colònies africanes d'Alemanya.
La colònia alemanya d'Àfrica occidental de Togolàndia va ser derrotada el 26 d'agost, permetent l'alliberament de les tropes britàniques i franceses per a la invasió de Kamerun. Com a preparació, les columnes britàniques es van col·locar en diversos intervals al llarg de la frontera de Nigèria amb la colònia alemanya, la més septentrional de les quals, al comandament del capità R.W. Fox, estava estacionada en Maiduguri, a l'altre costat de la frontera de la fortalesa alemanya de Mora. Aquest destacament de Nigèria estava format per una companyia d'infanteria i una companyia de cavalleria, que s'havia atrinxerat a la frontera a l'espera d'ordres i recol·lectant d'informació d'intel·ligència sobre les forces alemanyes en la regió.
El fort de Mora, a uns 160 km al sud del llac Txad, prop de la frontera occidental de la colònia alemanya amb Nigèria, estava custodiada per una companyia de Schutztruppe (tropes de protecció), sota el comandament del capità Ernst von Raben. Al principi, la guarnició constava de 14 soldats europeus i 125 africans, la majoria dels quals eren els ben entrenats àscaris. Ernst von Raben va aconseguir reclutar 65 homes més abans que comencés el setge dels aliats.
El 13 d'agost, el comandant alemany va traslladar la guarnició de la fortalesa de la plana fins a les posicions de la muntanya de Mora. Això els va donar una imponent vista dels voltants i un fàcil accés a l'aigua. La muntanya de Mora, que va esdevenir una fortalesa durant el setge, té aproximadament 50 km de base i 520 m d'altura. Les forces alemanyes es van preparar per a l'atac britànic fortificant fortament les seves posicions en les seves vessants costerudes.

## L'ocupació britànica de Sava
Al matí del 19 d'agost, els sentinelles alemanys van detectar al voltant de 50 soldats britànics a cavall prop de Mora. El capità von Raben i 30 dels seus soldats van baixar de la muntanya i, després d'un tiroteig, van obligar els britànics a retirar-se. El capità alemany va ordenar la destrucció de la fortalesa de Sava, per a evitar el seu ús pels aliats.
Els exploradors britànics van continuar fustigant a les forces alemanyes en la regió. El 20 d'agost, el capità R.W. Fox va rebre l'ordre del coronel C.H.P. Carter d'atacar Mora, i va enviar a les seves forces cap a la ciutat.
Van arribar el 26 d'agost i van ocupar posicions en Sava, a uns 3 km de les defenses alemanyes en la muntanya. A ells es van unir 16 soldats francesos de l'Àfrica Equatorial Francesa. La posició dels aliats era a la carretera, entre Mora i Garoua, evitant així qualsevol contacte entre les dues guarnicions alemanyes.

## El primer atac aliat
Durant la nit del 27 d'agost, el capità Fox va dirigir un destacament de tropes franceses i britàniques al capdamunt de la muntanya de Mora, amb l'esperança d'atacar les trinxeres alemanyes des de dalt.
Quan va arribar el matí, les forces aliades van començar a disparar cap avall, a les trinxeres alemanyes, però es van trobar que estaven més enllà de l'abast efectiu de les seves armes. Els alemanys van contraatacar als aliats i els van obligar a retirar-se de la muntanya.
Com que s'obrien camí entre una espessa boira, els aliats es van desorientar i van vagar lluny del destacament principal. Quan la boira es va aixecar, els soldats del capità Fox van ser atacats per les tropes alemanyes, que al principi els britànics no els van atacar perquè els van confondre en la distància amb les tropes franceses que portaven un uniforme similar. La força alemanya va aclaparar als britànics, matant a tres incloent a un metge, capturant a un i obligant a la resta a retirar-se de nou a Sava. Els alemanys van perdre un soldat africà en aquesta trobada.

## Ambdues parts reforcen les seves posicions
Després de tornar del seu primer atac contra les posicions alemanyes, els britànics van començar la construcció de defenses en un turó prop de Sava, prop de la muntanya de Mora. El capità Fox va sol·licitar l'artilleria, que va ser portada de Nigèria. En aquest moment, la petita força francesa al comandament del capità Ferrandi va tornar a Fort Lamy, a l'Àfrica Equatorial Francesa.
L'atac aliat va fer prendre consciència als alemanys de la vulnerabilitat de la seva posició en el vessant de la muntanya, i es van traslladar al cim a principis de setembre. Una força alemanya del Fort Kusseri, al comandament del tinent Kallmeyer, es va dirigir cap a Mora a finals de setembre, reforçant les defenses de von Raben.
Al voltant de 300 soldats francesos, sota el comandament del tinent coronel Brisett, van ser alliberada després de la batalla de Kousséri i es van unir a la força britànica de Mora, ocupant diversos pujols al voltant de la muntanya.
A finals d'octubre 1914, els aliats tenien en les seves posicions metralladores i artilleria. Els alemanys es van preparar per al setge imminent, enviant patrulles per a recollir tant aliment com sigui possible, i van tenir força èxit.

## El setge de 1914

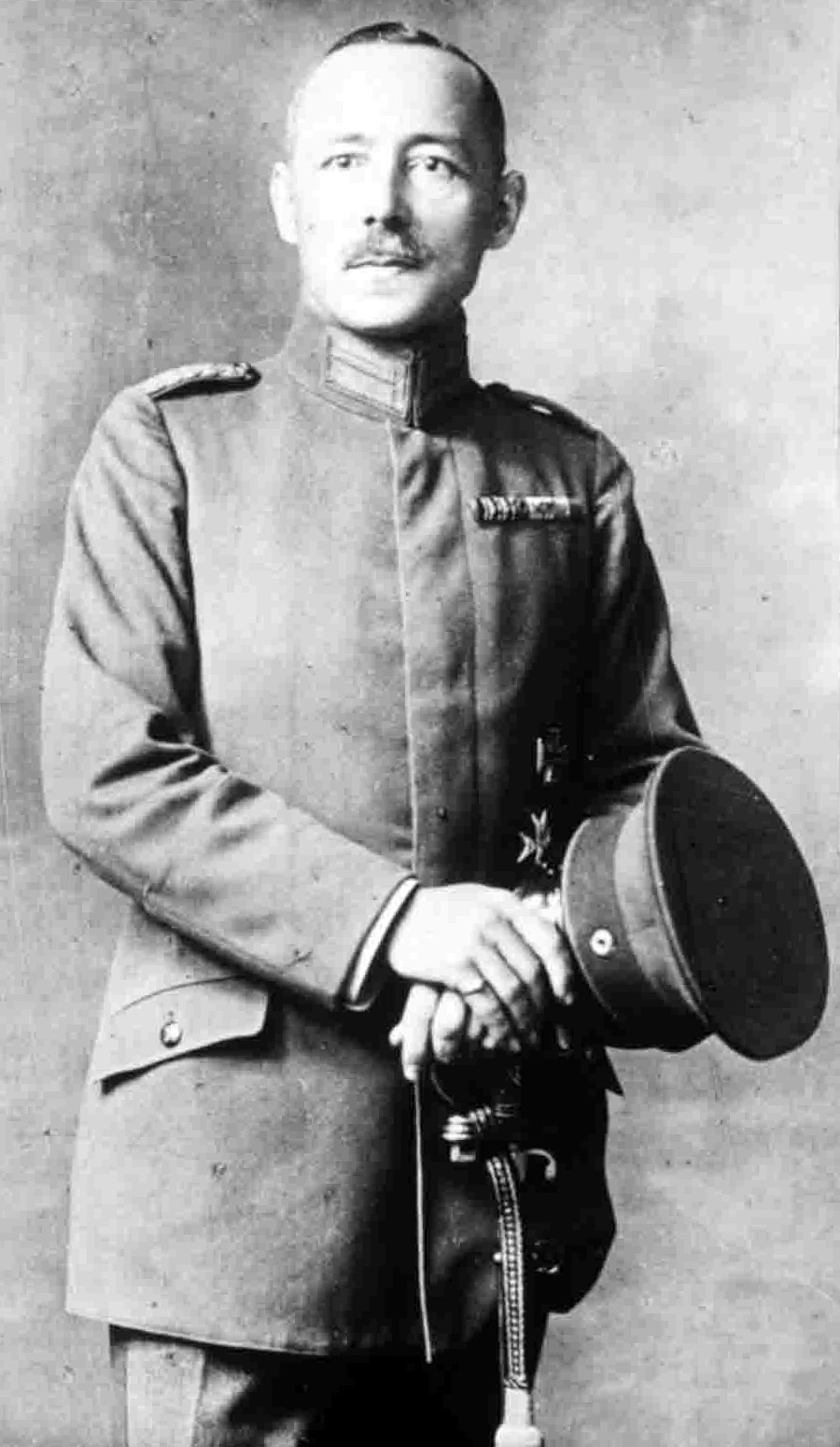
El Comandant alemany de Mora, Major Ernst von Raben

El 29 d'octubre, l'artilleria aliada va començar a bombardejar les posicions alemanyes, mentre que les metralladores van disparar contra la Schutztruppen.
Dos dies més tard, una unitat del Senegal francès van intentar assaltar les posicions alemanyes al cim de la muntanya, però gairebé va ser completament destruïda.
Altres onades de tropes franceses van continuar atacant pels vessants i també van ser destruïdes. Un resultat d'aquesta acció va ser que les tropes alemanyes van ser capaços d'aprofitar els subministraments dels aliats morts, incloent municions i fins i tot metralladores. Es va produir una breu treva per a enterrar als que havien mort en els atacs.
El 4 de novembre, l'artilleria va bombardejar les posicions avançades alemanyes a la banda nord de Mora. Va seguir un atac de la infanteria francesa, que va causar la mort de dos oficials alemanys i tres soldats, i l'ocupació aliada de la posició d'avançada. La resta de la força alemanya es va retirar, però la lluita va continuar durant tota la nit, fins que les forces alemanyes, sota el comandament d'un sergent africà, van assaltar i van tornar a prendre la posició.
Conforme va passar el temps, les forces alemanyes van començar a quedar-se sense subministraments, i l'escassetat d'aliments es va esdevenir molt greu. Amb el cèrcol aliat, les patrulles que buscaven aliments ja no podien aventurar-se en el camp. Els cavalls, rucs i camells que es van portar a la muntanya per al transport van ser sacrificats i menjats. Les fonts d'aigua estaven desprotegides i exposades al foc enemig. No obstant això, els intents dels aliats per a desallotjar els alemanys de les seves trinxeres van fracassar.

## La treva de Nadal
El 24 de desembre de 1914, després de gairebé quatre mesos de setge, els defensors alemanys van veure una bandera blanca hissada sobre les posicions aliades. Aïllats de qualsevol font d'informació, molts soldats de la guarnició van pensar que la guerra en Europa s'havia acabat; però els britànics simplement desitjaven enviar alguns regals al sergent Taylor, fet presoner pels alemany. El comandant alemany, el capità von Raben, també va rebre un paquet de regals del capità Fox, que contenia mantes, cigarrets i un arbre de Nadal.
Els britànics van oferir un alto el foc durant el 24 i 25 de desembre, que els alemanys van acceptar. Els oficials britànics i alemanys es van reunir diverses vegades en aquests dies per a intercanviar regals.
L'1 de gener de 1915, els britànics va aixecar una vegada més la bandera blanca, i es va organitzar una reunió entre von Raben i Fox, que es coneixien d'abans de la guerra. Aquest cop, però, les forces franceses no va complir amb l'alto el foc i va continuar bombardejant les posicions alemanyes.

## El setge de 1915
A principis de 1915, els alemanys es van enfrontar amb la set extrema; l'estació seca havia començat i les seves fonts d'aigua estaven contaminades pels cadàvers. El 22 de gener van sacrificar l'última vaca i les racions es van reduir encara més. Les armes aliades continuaven apuntant a les fonts d'aigua, el que feia més difícil per als alemanys recollir l'aigua que hi havia. A finals d'abril, l'estació seca va acabar, frustrant qualsevol esperança aliada de forçar una rendició alemanya per la set, però la situació alimentària seguia sent desesperada. Els alemanys van començar a enviar patrulles per la muntanya durant la nit per a intentar penetrar a les línies aliades i buscar menjar. Aquest va ser un treball molt perillós, però les forces famolenques de la muntanya van aconseguir alguns resultats.
Els aliats van enfortir les seves posicions més properes al voltant de la muntanya, però els seus atacs es van afluixar durant la primavera.
A mitjans de juny, la fortalesa alemanya de Garoua va ser presa en la Segona batalla de Garoua i la seva guarnició es va retirar fins al centre de la colònia alemanya. En adonar-se que la situació a la resta de Kamerun era greu, von Raben va oferir als seu soldats africans la llibertat per a anar-se'n, però ningú ho va acceptar. Més tard, el sergent Batinga va portar 13 homes a una audaç incursió nocturna i van poder cremar el campament britànic de Sava. Altres incursions realitzades entre maig i juny van obtenir aliments, armes, municions i altres subministraments.
El 6 d'agost, les forces franceses van intentar prendre el poble de Kilwe, pertanyent a una tribu que va donar suport als alemanys. Les forces alemanyes, sota el comandament dels sergents Weissenberger i Steffens van contraatacar, matant a un soldat francès i obligant a la resta a retirar-se. Van deixar una força d'una dotzena de soldats al poble per a evitar un altre atac aliat.
L'1 de setembre, els aliats van portar grans peces d'artilleria i es reprèn el bombardeig de les posicions en els vessants de la muntanya. L'endemà, 42 soldats francesos van atacar novament Kilwe i van ser rebutjats, deixant 7 morts.
El general britànic Frederick Hugh Cunliffe, comandant de les forces aliades al nord de Kamerun, va començar a dedicar més esforços per a derrotar els alemanys de Mora. El 7 de setembre, els aliats van començar un intens bombardeig concentrat en les posicions d'avançada al nord de Mora, que estaven comandades pel tinent Kallmeyer. El bombardeig va continuar durant tota la nit i va ser seguit per un assalt d'infanteria britànica al matí. L'atac es va enfonsar sota foc pesat dels homes de Kallmeyer, amb el resultat d'un capità britànic i 15 soldats africans morts i cinc alemanys ferits. A la nit, es van realitzar dos intents més per a assaltar la posició alemanya, però es va ensorrar en la confusió perquè les tropes es van perdre enmig de la foscor. Després d'aquesta sèrie d'assalts fallits, Cunliffe va decidir reduir la mida i la freqüència dels atacs d'infanteria i concentrar-se en bombardejar les posicions enemigues de Mora amb molta artilleria.
El capità von Raben va ser ferit per una bala el 30 de setembre, durant la seva visita a les posicions d'avançada alemanyes. A causa de la falta de medicaments adequats a Mora, va ser confinat a un llit, mentre que el seu segon al comandament, el tinent Siegfried Kallmeyer, va prendre el control temporal de la companyia.
Les reserves d'aliments van continuar disminuint, i el 8 de desembre, les tropes britàniques van cremar el poble de Wudume, que havia estat el subministrador d'aliments dels alemanys.

## La rendició alemanya i les conseqüències
A principis de 1916, les forces alemanyes havien estat sota el setge durant gairebé un any i mig. Les seves reserves d'aliments s'havien esgotat, encara que les seves municions encara eren abundants (encara tenien 37.000 bales).

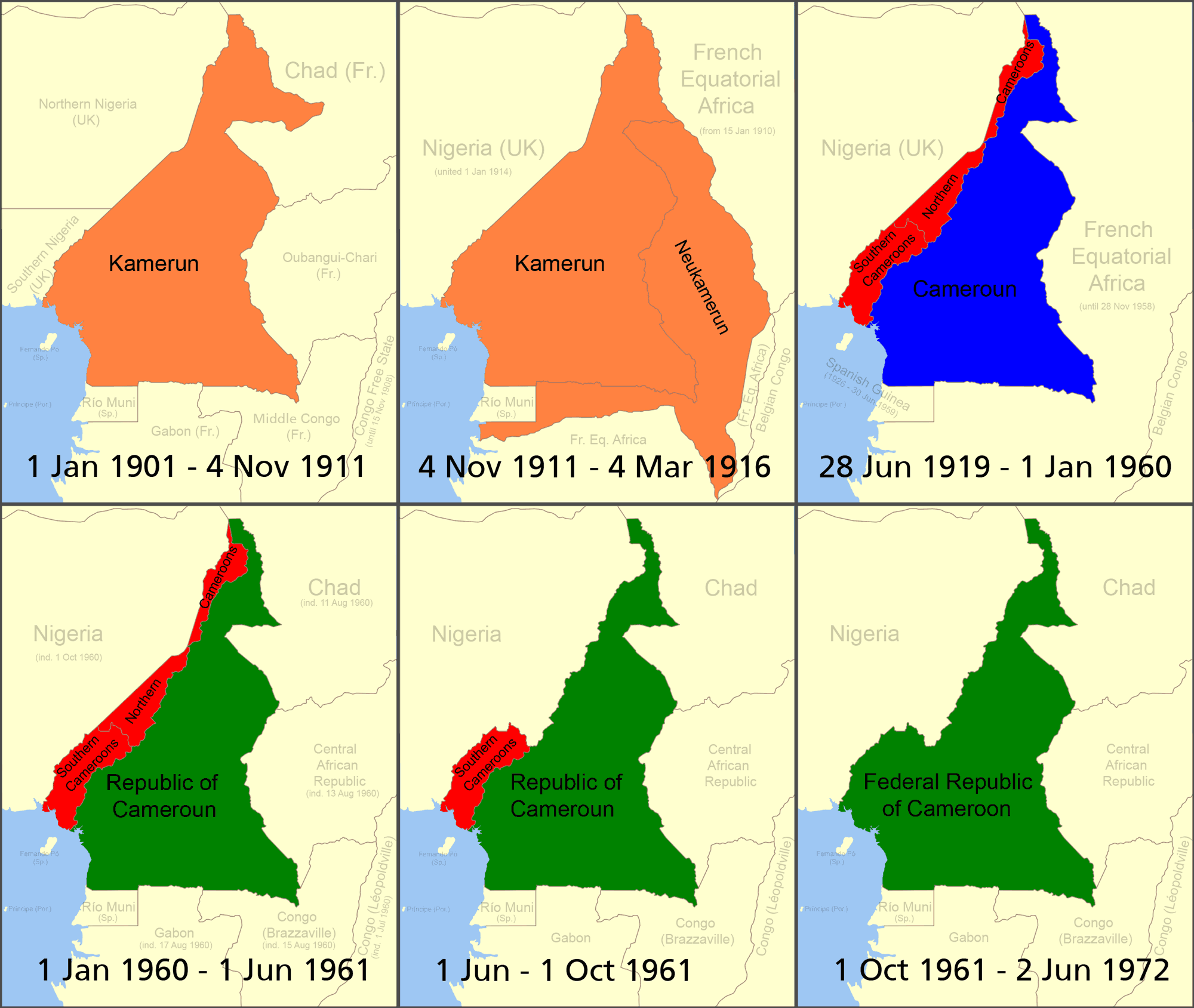
Camerun 1901–1972
Kamerun alemany
Camerun britànic
Camerun francès
República de Camerun

El 15 de febrer de 1916, el capità Ernst von Raben va rebre una carta del general Cunliffe oferint als àscaris el tornar a les seves llars de manera segura i als europeus ser enviats com a presoners a Anglaterra. En aquest moment, Kamerun havia estat lliurat als aliats, ja que el govern colonial i la major part de l'exèrcit restant havia fugit cap a la neutral colònia espanyola de Mbini. En adonar-se que la seva situació era greu, i que qualsevol resistència continuada seria infructuosa, el comandant alemany va accedir a capitular, demanant als britànics, a més de la retirada segura dels àscaris, 2.000 £ per a poder pagar-los. Així es va fer i el 18 de febrer de 1916 von Raben es va rendir juntament amb els 155 homes que quedaven sota el seu comandament .
La rendició de la força alemanya a Mora va marcar el final de la resistència alemanya a Kamerun i el començament de l'ocupació britànica i francesa del país.
El Tractat de Versalles de 1919 va dividir la colònia entre les dues potències i es van crear les noves colònies de Camerun britànic i Camerun francès.